# 大西実
大西 実（おおにし みのる、1925年10月28日 - 2008年1月28日）は、日本の経営者。富士写真フイルム(現在の富士フイルム)社長を務めた。

## 来歴・人物
兵庫県三原郡三原町(現在の南あわじ市)出身。1948年に東京大学経済学部経済学科を卒業し、同年に富士写真フイルムに入社。1972年6月に取締役、1976年1月に常務、1979年5月に専務を経て、1980年5月に社長に就任。1996年6月に会長に就任。
1990年4月に藍綬褒章を受章し、1995年11月に勲二等旭日重光章を受章。
2008年1月28日に心不全のために死去。82歳没。